# (1737) Северный
(1737) Северный (лат. Severny) — типичный астероид главного пояса, открыт 13 октября 1966 года советским астрономом Людмилой Черных в Крымской астрофизической обсерватории и 1 октября 1969 года назван в честь советского астронома Андрея Северного.

## Обнаружение и именование
(1737) Северный
Открыт 13 октября 1966 года в Научном Л. И. Черных.
Назван первооткрывателем в честь профессора А. Б. Северного, который был директором Крымской астрофизической обсерватории.
Оригинальный текст (англ.)1737 Severny
Discovered 1966-10-13 by Chernykh, L. at Nauchnyj.
Named by the discoverer in honor of Prof. A. B. Severny, who was the director of the Crimean Astrophysical Observatory. 
Источники: DISCOVERY.DB; M.P.C. 2971.

## Орбита

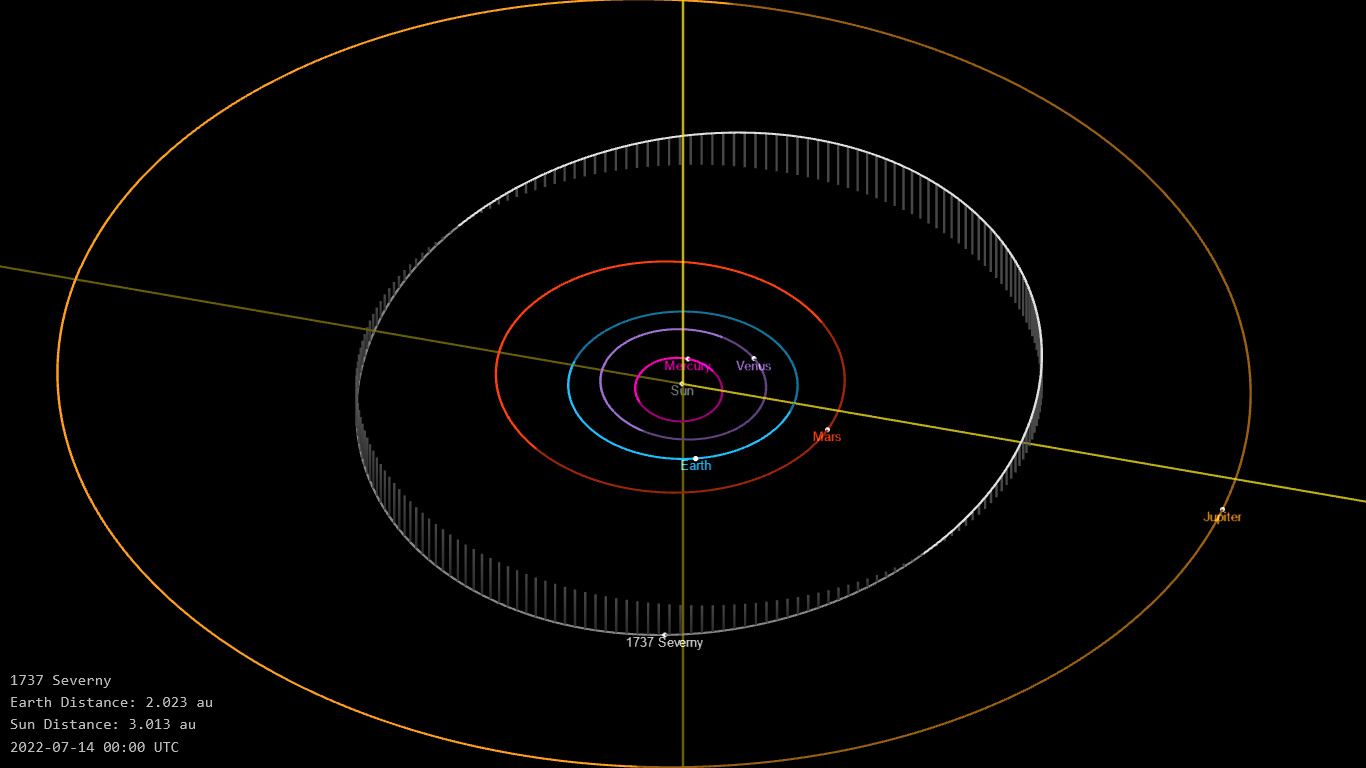
Орбита астероида Северный и его положение в Солнечной системе

## Физические характеристики
Астероид относится к таксономическому классу K.
По результатам наблюдений в инфракрасном диапазоне орбитальной обсерватории IRAS и спутника Akari и наблюдений в видимом и ближнем инфракрасном диапазоне космического телескопа NEOWISE диаметр астероида сначала оценивался равным 21,61±2,7 км, позже — 22,793±0,122 км, 24,83±1,47 км, 21,334±0,158 км. Согласно тем же источникам альбедо оценивается как 0,1811±0,057, 0,1363±0,0267, 0,139±0,018 и 0,175±0,031.